# Nederlandse kampioenschappen atletiek 1956
In het Olympische jaar 1956 werden de Nederlandse kampioenschappen atletiek gehouden op 4 en 5 augustus op de Nenijto-baan in Rotterdam. De organisatie lag in handen van het district Zuid-Holland van de KNAU. De weersomstandigheden waren stormachtig, met af en toe een enkele bui en hadden een zeer nadelige invloed op de prestaties. Op dag twee vond er een wolkbreuk plaats, waardoor de laatste vier nummers (80 m horden dames, 200 m dames, 200 m heren en kogelslingeren heren) moesten worden geannuleerd. Deze werden verplaatst naar 23 september op dezelfde accommodatie.
Op 7 juli vond in de omgeving Amsterdam het NK-marathon heren plaats. Op dezelfde dag werd eveneens in Amsterdam het NK op de onderdelen 200 m horden heren, 3000 m steeplechase en kogelslingeren gehouden.
De Nederlandse kampioenschappen tienkamp heren werden gehouden op 8 en 9 september op de Nenijto-baan in Rotterdam, terwijl de vijfkamp dames een week later plaatsvond op de sintelbaan aan de Kruislaan in Amsterdam. 
Ten slotte werden de Nederlandse kampioenschappen 50 km snelwandelen op 3 november op een 10 km-parkoers in de Haarlemmermeer.

## Uitslagen

### 100 m
| rang   | atleet        | prestatie |
| ------ | ------------- | --------- |
| Goud   | Theo Saat     | 10,8 s    |
| Zilver | Hayo Rulander | 11,1 s    |
| Brons  | Harry de Wal  | 11,8 s    |

| rang   | atlete                 | prestatie |
| ------ | ---------------------- | --------- |
| Goud   | Puck van Duyne-Brouwer | 11,5 s    |
| Zilver | Ine ter Laak-Spijk     | 11,7 s    |
| Brons  | Ria van Kuyk           | 11,7 s    |

### 200 m
| rang   | atleet           | prestatie |
| ------ | ---------------- | --------- |
| Goud   | Harry de Wal     | 22,3 s    |
| Zilver | Jan van der Burg | 22,4 s    |
| Brons  | Egbert Otten     | 22,5 s    |

| rang   | atlete             | prestatie |
| ------ | ------------------ | --------- |
| Goud   | Hannie Bloemhof    | 24,7 s    |
| Zilver | Elly Witkamp       | 25,0 s    |
| Brons  | Ine ter Laak-Spijk | 25,3 s    |

### 400 m
| rang   | atleet                 | prestatie |
| ------ | ---------------------- | --------- |
| Goud   | Gerard van Eekelenburg | 49,8 s    |
| Zilver | Fred Moerman           | 49,8 s    |
| Brons  | Rob van der Knaap      | 49.9 s    |

### 800 m
| rang   | atleet         | prestatie |
| ------ | -------------- | --------- |
| Goud   | Harry de Kroon | 1.52,5    |
| Zilver | Flip Koudijs   | 1.53,4    |
| Brons  | Bart Verweij   | 1.55,4    |

| rang   | atlete                 | prestatie |
| ------ | ---------------------- | --------- |
| Goud   | Stien Scharleman       | 2.21,0    |
| Zilver | Co Beentjes            | 2.23,6    |
| Brons  | Ans Greefhorst-Overdam | 2.26,1    |

### 1500 m
| rang   | atleet           | prestatie |
| ------ | ---------------- | --------- |
| Goud   | Wim Roovers      | 4.02,6    |
| Zilver | Bertus Veldhoven | 4.03,2    |
| Brons  | Kerkhoven        | 4.05,5    |

### 5000 m
| rang   | atleet      | prestatie |
| ------ | ----------- | --------- |
| Goud   | Wim Roovers | 14.38,6   |
| Zilver | Henk Viset  | 14.45,6   |
| Brons  | Jan Keesom  | 14.55,5   |

### 10.000 m
| rang   | atleet                | prestatie |
| ------ | --------------------- | --------- |
| Goud   | Paul Verra            | 31.26,4   |
| Zilver | Albert van der Linden | 32.31,2   |
| Brons  | Piet Bleeker          | 32.35,8   |

### 110 m horden/80 m horden
| rang   | atleet          | prestatie |
| ------ | --------------- | --------- |
| Goud   | Peter Nederhand | 14,8 s    |
| Zilver | Jan Parlevliet  | 14,8 s    |
| Brons  | Eef Kamerbeek   | 15,0 s    |

| rang   | atlete        | prestatie |
| ------ | ------------- | --------- |
| Goud   | Selma Heystek | 12,1 s    |
| Zilver | Els Schagen   | 12,4 s    |
| Brons  | Bep de Vries  | 12,7 s    |

### 200 m horden
| rang   | atleet          | prestatie |
| ------ | --------------- | --------- |
| Goud   | L. Vlamings     | 25,4      |
| Zilver | Peter Nederhand | 25,8      |
| Brons  | J. Kuyper       | 26,4      |

### 400 m horden
| rang   | atleet         | prestatie |
| ------ | -------------- | --------- |
| Goud   | Jan Parlevliet | 53,5 s    |
| Zilver | Philip Zock    | 56,3 s    |
| Brons  | L. Vlamings    | 57,5 s    |

### 3000 m steeple
| rang   | atleet            | prestatie |
| ------ | ----------------- | --------- |
| Goud   | Wim Lam           | 9.30,1    |
| Zilver | Jan Vergeer       | 9.43,7    |
| Brons  | Willy van Zeeland | 9.45,4    |

### Verspringen
| rang   | atleet           | prestatie |
| ------ | ---------------- | --------- |
| Goud   | Henk Visser      | 7,18 m    |
| Zilver | Tom Mooy         | 6,65½ m   |
| Brons  | Gerard Weisscher | 6,40 m    |

| rang   | atlete         | prestatie |
| ------ | -------------- | --------- |
| Goud   | Imke Vaal      | 5,38½ m   |
| Zilver | Nel Zwier-Duyn | 5,28 m    |
| Brons  | Joke Bijleveld | 5,22½ m   |

### Hink-stap-springen
| rang   | atleet            | prestatie |
| ------ | ----------------- | --------- |
| Goud   | Snippe            | 14,20 m   |
| Zilver | Jaap van der Maat | 13,76 m   |
| Brons  | Marinus de Jong   | 13,70 m   |

### Hoogspringen
| rang   | atleet         | prestatie |
| ------ | -------------- | --------- |
| Goud   | Rob Pommee     | 1,80 m    |
| Zilver | A. van Oosten  | 1,75 m    |
| Brons  | van der Meulen | 1,75 m    |

| rang   | atlete        | prestatie |
| ------ | ------------- | --------- |
| Goud   | Nel Zwier     | 1,57½ m   |
| Zilver | Dini Hobers   | 1,54½ m   |
| Brons  | Ria van Arkel | 1,49½ m   |

### Polsstokhoogspringen
| rang   | atleet       | prestatie |
| ------ | ------------ | --------- |
| Goud   | Rinus van Es | 3,60 m    |
| Zilver | Hofmeesterl  | 3,60 m    |
| Brons  | Dick Wezel   | 3,50 m    |

### Kogelstoten
| rang   | atleet            | prestatie |
| ------ | ----------------- | --------- |
| Goud   | Cees Koch         | 14,66½ m  |
| Zilver | Ed Meyer          | 14,01 m   |
| Brons  | Jaap van der Maat | 13,92½ m  |

| rang   | atlete               | prestatie |
| ------ | -------------------- | --------- |
| Goud   | Corrie van den Bosch | 11,91 m   |
| Zilver | Truus Haasdonk       | 11,48 m   |
| Brons  | Dini Hobers          | 11,31 m   |

### Discuswerpen
| rang   | atleet        | prestatie |
| ------ | ------------- | --------- |
| Goud   | Cees Koch     | 9,55 m    |
| Zilver | Ben Rebel     | 45,4 m    |
| Brons  | Eef Kamerbeek | 43,51 m   |

| rang   | atlete               | prestatie |
| ------ | -------------------- | --------- |
| Goud   | Corry Huygen         | 44,63 m   |
| Zilver | Ans Panhorst-Niesink | 40,32 m   |
| Brons  | Ida Kok              | 38,70 m   |

### Speerwerpen
| rang   | atleet               | prestatie |
| ------ | -------------------- | --------- |
| Goud   | Frans van der Heyden | 62,13 m   |
| Zilver | Eef Kamerbeek        | 59,25 m   |
| Brons  | Kees Voorn           | 51,34 m   |

| rang   | atlete            | prestatie |
| ------ | ----------------- | --------- |
| Goud   | Janny Vos         | 40,26 m   |
| Zilver | Cor Janse-Wendels | 37,28 m   |
| Brons  | Tjits de Groot    | 35,42 m   |

### Kogelslingeren
| rang   | atleet          | prestatie |
| ------ | --------------- | --------- |
| Goud   | Gerard de Groot | 42,61 m   |
| Zilver | Aad de Bruin    | 42,06 m   |
| Brons  | J. van Wissem   | 41,65 m   |

### Tienkamp/Vijfkamp
| rang   | atleet        | prestatie |
| ------ | ------------- | --------- |
| Goud   | Eef Kamerbeek | 6509 p    |
| Zilver | Ed Meijer     | 5423 p    |
| Brons  | L. Vlamings   | 5225 p    |

| rang   | atlete               | prestatie |
| ------ | -------------------- | --------- |
| Goud   | Dini Hobers          | 4171 p    |
| Zilver | Corrie van den Bosch | 3875 p    |
| Brons  | Elly Schagen         | 3680 p    |

### Marathon
| rang   | atleet        | prestatie |
| ------ | ------------- | --------- |
| Goud   | Piet Bleeker  | 2:42.35,0 |
| Zilver | J. van Ginkel | 2:47.03,0 |
| Brons  | J. Maaskant   | 2:50.58,0 |

### 50 km snelwandelen
| rang   | atleet           | prestatie |
| ------ | ---------------- | --------- |
| Goud   | Jack Heije       | 5:07.50,0 |
| Zilver | Jan Cijs         | 5:17.50,0 |
| Brons  | Anton Kluijskens | 5:27.02,0 |

1904 · 
1908 · 
1909 · 
1910 · 
1911 · 
1912 · 
1913 · 
1914 · 
1915 · 
1917 · 
1918 · 
1919 · 
1920 · 
1921 · 
1922 · 
1923 · 
1924 · 
1925 · 
1926 · 
1927 · 
1928 · 
1929 · 
1930 · 
1931 · 
1932 · 
1933 · 
1934 · 
1935 · 
1936 · 
1937 · 
1938 · 
1939 · 
1940 · 
1941 · 
1942 · 
1943 · 
1944 · 
1946 · 
1947 · 
1948 · 
1949 · 
1950 · 
1951 · 
1952 · 
1953 · 
1954 · 
1955 · 
1956 · 
1957 · 
1958 · 
1959 · 
1960 · 
1961 · 
1962 · 
1963 · 
1964 · 
1965 · 
1966 · 
1967 · 
1968 · 
1969 · 
1970 · 
1971 · 
1972 · 
1973 · 
1974 · 
1975 · 
1976 · 
1977 · 
1978 · 
1979 · 
1980 · 
1981 · 
1982 · 
1983 · 
1984 · 
1985 · 
1986 · 
1987 · 
1988 · 
1989 · 
1990 · 
1991 · 
1992 · 
1993 · 
1994 · 
1995 · 
1996 · 
1997 · 
1998 · 
1999 · 
2000 · 
2001 · 
2002 · 
2003 · 
2004 · 
2005 · 
2006 · 
2007 · 
2008 · 
2009 · 
2010 · 
2011 · 
2012 · 
2013 · 
2014 · 
2015 · 
2016 ·
2017 ·
2018 ·
2019 ·
2020 ·
2021 ·
2022 ·
2023 ·
2024 ·
2025